# سفيان بنزوين
سفيان بنزوين (11 أغسطس 1986) هو لاعب كرة قدم مغربي متقاعد، ولد في بلجيكا ومثّل المغرب دولياً.

## سيرة شخصية
لعب في صفوف منتخب المغربي للشباب في بطولة العالم للشباب 2005، ولعب لفرق أندرلخت للشباب، وبيرنغن-هيوسدن-زولدر وبروكسل؛ في يناير 2007، غادر إلى الجانب الإسباني راسينغ سانتاندير ب (الفريق الاحتياطي من نادي راسينغ سانتاندير)
وفي أغسطس 2007، انضم الى نادي بيروجيا. حيث لعب في موسم 2007-08 أربع مباريات فقط، ولم يلعب اي مبارة في موسم 2008-09.
في يناير 2009، انضم إلى نادي يوبين البلجيكي، وفي يوليو 2010 وقع عقداً مع إف91 دوديلانج الذي ينافس في دوري لوكسمبورغ الوطني. لعب مع النادي حتى نهاية موسم 2018-19.

### مهنة دولية
تم استدعاءه للعب في صفوف المنتخب المغربي تحت 20 سنة، ولعب ايضاً في صفوف المنتخب تحت 23 سنة.

## روابط خارجية
- سفيان بنزوين – سجل منافسات الفيفا
- سفيان بنزوين في موقع كرة القدم العالمية.نت
- سفيان بنزوين  على سكروي